# Saint-Gervais-de-Vic
 Saint-Gervais-de-Vic  es una población y comuna francesa, situada en la región de Países del Loira, departamento de Sarthe, en el distrito de Mamers y cantón de Saint-Calais.

## Demografía
| 580 | 490 | 478 | 419 | 402 | 399 |
| Para los censos de 1962 a 1999 la población legal corresponde a la población sin duplicidades (Fuente: INSEE [Consultar]) |     |     |     |     |     |